# 율종
율종(律宗)은 계율을 종(宗)으로 하는 종파이며 북제(北齊: 550~577)의 혜광(慧光)이 시작한 《사분율(四分律)》 연구 학파가 발전하여 한 종이 된 것이다. 그 후 율종 안에 분파가 생겨 법려(法礪: 569~635)의 상부종(相部宗), 도선(道宣: 596~667)의 남산종(南山宗), 회소(懷素: 625~698)의 동탑종(東塔宗) 등 셋으로 나뉘었으나 그 가운데에서 도선의 남산율종이 다른 두 파를 압도하였고 번영을 누렸다.

## 남산율종
도선은 단지 율종의 조직자일 뿐만 아니라 경록(經錄)으로서는 《대당내전록(大唐內典錄)》, 사서(史書)로는 《속고승전(續高僧傳)》, 도교(道敎)에 대해서는 《광홍명집(廣弘明集)》·《고금불도논형(古今佛道論衡)》 등을 저술하여 다양한 재능을 발휘하였다. 율(律)에 관해서는 《사분율(四分律)》이 소승률이며 대승불교도가 이를 어떻게 실천하는가에 뜻을 두고, 유식의 교리를 원용(援用), 삼취정계(三聚淨戒)를 기본으로 하여 소승계를 중시하면서 대소승을 융화하는 율종의 교리를 조직, 《사분율행사초》·《갈마소》·《계본소(戒本疏)》 등을 저술했다.
후에 천태종(天台宗)의 교의를 채용, 율종을 재흥시킨 원조(元照)는 남산율종의 중홍으로 불렸으며, 이 파만이 송대(宋代)까지 계속된 이래 많은 연구 강설이 있었다.

## 같이 보기
- 일본의 불교
- 율 (불교)

## 참고 문헌
- 이 문서에는 다음커뮤니케이션(현 카카오)에서 GFDL 또는 CC-SA 라이선스로 배포한 글로벌 세계대백과사전의 내용을 기초로 작성된 글이 포함되어 있습니다.